# Salgótarjáni Tavaszi Tárlat
1977 óta rendezi meg a Nógrádi Történeti Múzeum a Salgótarjáni Tavaszi Tárlatot. A kiállítás előzménye az 1965 től rendszeresen jelentkező Észak-Magyarországi Területi Tárlat. 1989 óta kétévente kerül megrendezésre a seregszemle, mely átfogó bemutatója a kortárs magyar képzőművészetnek. A kiállításon több díj kerül átadásra. A tárlat nagydíjasa a következő kiállításon kamaratárlattal mutatkozik be a közönségnek.

## Nagydíjasok
- 2021 Határ Attila képzőművész[1]
- 2015 Kopasz Tamás képzőművész
- 2013 Kalocsai Enikő
- 2011 Bükösdi Kálmán
- 2009 Birkás Babett festőművész
- 2007
- 2005 Krajcsovics Éva festőművész
- 2003 Szabó György szobrászművész
- 2001
- 1999
- 1997 Földi Péter festőművész
- 1995
- 1993 Földi Péter festőművész
- 1991 Fejér Ernő
- 1989
- 1988
- 1987
- 1986
- 1985
- 1984
- 1983
- 1982
- 1981
- 1980
- 1979 Földi Péter festőművész
- 1978 Lóránt János Demeter festőművész
- 1977 Kokas Ignác festőművész